# Peter Straub
Peter Straub (ur. 2 marca 1943 w Milwaukee, zm. 6 września 2022) – amerykański pisarz, znany jako autor powieści Upiorna opowieść oraz współautor powieści Talizman i Czarny Dom, napisanych wraz ze Stephenem Kingiem. Członek Horror Writers Association i PEN-u. Wielokrotny zdobywca Nagrody Brama Stokera.

## Życiorys
Urodził się jako najstarszy z trojga dzieci sprzedawcy Gordona Strauba i pielęgniarki Elveny Straub. Początkowo jego dzieciństwo było spokojne i całkowicie normalne. Jego rodzice mieli względem niego plany: ojciec pragnął sportowca, matka zaś uważała, że będzie dobrym lekarzem albo pastorem. Młody Straub pragnął zaś jedynie nauczyć się czytać, już wtedy był zafascynowany książkami, opowiadał także wymyślone historie kolegom z podwórka. W wieku 7 lat został potrącony przez samochód, co prawie skończyło się jego śmiercią. Miał spore obrażenia wewnętrzne, połamane kości, uraz psychiczny – że świat jest miejscem niebezpiecznym. Wiele miesięcy spędził poruszając się na wózku inwalidzkim, stracił też ponad rok szkoły. Te wydarzenia znalazły swoje odbicie w dwóch jego powieściach – Tajemnica (Mystery, 1989) i The Throat (1993). Po wypadku zaczął mieć problemy z mową, jąkanie się pozostało mu do dziś w momentach zdenerwowania. Gdy po rekonwalescencji wrócił do szkoły, Milwaukee Country Day School, nadal zgłębiał literaturę, poza tym poznawał też muzykę jazzową, jego inną wielką pasję. Ukończył z wyróżnieniem University of Wisconsin. Uczył angielskiego w swojej dawnej szkole. W 1966 r. ożenił się z Susan Bitker. W 1969 r. zrezygnował z pracy nauczyciela i wyjechał do Dublina w Irlandii, gdzie mieszkał przez 13 lat. W 1972 r. przeniósł się do Londynu, gdzie w 1974 r. wydał powieść Julia. Do Ameryki wrócił w 1979 r. – najpierw z synem Benjaminem mieszkali w Westport w Connecticut, by już z córką Emmą przenieść się do Upper West Side w Nowym Jorku. Zabytkowa kamienica, dom Petera Strauba i jego żony, została wystawiona na sprzedaż w roku 2015, oraz sprzedana, a sam Autor po 30 latach spędzonych w Nowym Jorku, przeniósł się w inne miejsce. Również jego córka Emma Straub z mężem i dzieckiem sprzedała rezydencję na Brooklynie. Obecne miejsce zamieszkania Petera Strauba pozostaje nieznane.

### Cykle

#### CyklTalizman
- 1984 Talizman (The Talizman) (razem ze Stephenem Kingiem)
- 2001 Czarny Dom (Black House) (razem ze Stephenem Kingiem)

### Powieści
- 1973 Marriages
- 1975 Julia (Full Circle)
- 1977 If You could See Me Now
- 1979 Upiorna opowieść (Ghost Story)
- 1980 Kraina cieni (Shadowland)
- 1982 General's Wife
- 1983 Floating Dragon
- 1984 Under Venus
- 1988 Koko
- 1989 Tajemnica (Mystery)
- 1990 Mrs God
- 1993 The Throat
- 1995 Blue Rose
- 1996 The Hellfire Club
- 1999 Pork Pie Hat (
- 1999 Pan X (Mr. X)
- 2003 Zaginiony, zaginiona (Lost Boy Lost Girl)
- 2004 In the Night Room
- 2009 A Dark Matter
- 2010 A Special Place: The Heart of a Dark Matter

### Zbiory opowiadań
- 1990 Houses without Doors
- 1995 Ghosts
- 1997 Magic Terror
- 2008 5 Stories

### Poezja
- 1971 My Life in Pictures
- 1972 Ishmael
- 1972 Open Air
- 1983 Leeson Park and Belsize Square: Poems 1970-1975

### Powieści graficzne
- 2006 Ashputtle
- 2010 The Talisman: Vol. 1: The Road of Trials (razem ze Stephenem Kingiem)

### Inne
- 2002 The WaveDancer Benefit (razem z Patem Conroyem, Johnem Grishamem oraz Stephenem Kingiem)
- 2006 Sides

### Opowiadania
- 1985 Blue Rose
- 1988 The Juniper to the City
- 1990 A Short Guide to the City
- 1991 The Kingdom of Heaven
- 1992 Wioska duchów (The Ghost Village)
- 1994 Fee
- 1995 In Transit (razem z Benjaminem Straubem)
- 1998 Mr. Clubb and Mr. Cuff
- 1999 Pork Pie Hat
- 2000 The Geezers